# ميكائيل ماندرون
ميكائيل ماندرون (بالفرنسية: Mikael Mandron)‏ (11 أكتوبر 1994 بفرنسا - ) هو لاعب كرة قدم فرنسي في مركز الهجوم. لعب مع شروزبري تاون ونادي سندرلاند ونادي هارتلبول يونايتد وفليتوود تاون.

## وصلات خارجية
- ميكائيل ماندرون على موقع قاعدة بيانات كرة القدم.إي يو (الإنجليزية)
- ميكائيل ماندرون على موقع Soccerbase.com (لاعب) (الإنجليزية)
- ميكائيل ماندرون على موقع Soccerway.com (الإنجليزية)
- ميكائيل ماندرون على موقع عالم كرة القدم.نت (الإنجليزية)